# Czesława Kalinowska
Czesława Kalinowska (ur. 2 sierpnia 1925 w Drążgowie, zm. 2005) – polska zootechniczka.

## Życiorys
Ukończyła studia na Uniwersytecie Marii Curie-Skłodowskiej w Lublinie (1952). Doktorat na Akademii Rolniczej w Lublinie obroniła w 1963, habilitację uzyskała w 1972 w Szkole Głównej Gospodarstwa Wiejskiego w Warszawie, a profesurę w 1983. Z ramienia Rady Wydziału Nauk o Zwierzętach i Biogospodarki Akademii Rolniczej w Lublinie w latach 1973–1976 była opiekunką Studenckiego Koła Naukowego Nauk o Zwierzętach i Biogospodarki.
Pracowała na UMCS jako asystentka (1952–1954) i starsza asystentka (1954–1963), a potem na Akademii Rolniczej w Lublinie jako adiunktka (1963–1972), docentka (1972–1983), profesorka nadzwyczajna (od 1984). Specjalizowała się w zagadnieniach związanych z hodowlą owiec.
Należała do Polskiego Towarzystwa Zootechnicznego i Polskiego Towarzystwa Genetycznego.
Otrzymała m.in. Złoty Krzyż Zasługi, Medal Komisji Edukacji Narodowej oraz Krzyż Kawalerski Orderu Odrodzenia Polski.